# Sciencefiction-subgenres
Het sciencefictiongenre (ook wel sci-fi of sf genoemd) ontstond volgens de meeste kenners in 1818 met de roman Frankenstein van de Britse schrijfster Mary Shelley. De naam sciencefiction werd bedacht door de Amerikaanse schrijver/uitgever Hugo Gernsback, die de term voor het eerst gebruikte in zijn pulpblad Science Wonder Stories in 1929. Sciencefiction heeft weer diverse subgenres, waarvan de belangrijkste hieronder beschreven staan.

## Alternatieve geschiedenis
Alternatieve geschiedenis is een subgenre waarbij ervan uit wordt gegaan dat veranderingen in het verleden het heden veranderen. Het genre heeft veel gemeen met tijdreisverhalen.
Voorbeelden:
- Back to the Future (films)
- Sliders (televisieserie)

## Apocalyptische en post-apocalyptische sciencefiction
Apocalyptische en post-apocalyptische fictie kan enigszins gezien worden als een bijzondere vorm van de invasieliteratuur.
Bekende voorbeelden:
- H.G. Wells - The War of the Worlds
- John Christopher met zijn jeugdtrilogie The Tripods
- Morgen gebeurt het, de eerste Nederlandse sciencefictionserie op tv. (1957-'59)

## Cyberpunk
Cyberpunk is een subgenre dat vanaf 1980 bestaat. De verhalen spelen zich vrijwel altijd af in de nabije toekomst, waarin internet en informatica een dominante rol in de samenleving hebben. Kunstmatige intelligentie en elektronische implantaten zijn veel gebruikte thema's. Subgenres van cyberpunk zijn biopunk (biotechnologie), post-cyberpunk en steampunk (technologie in het begin van de industriële tijd).
Voorbeelden:
- Blade Runner (film)
- William Gibson - Zenumagiër, Mona Lisa Overdrive (boeken)
- The Matrix (films)
- Bruce Sterling (boeken)

## Harde sciencefiction
Harde sciencefiction heeft veel aandacht voor accurate beschrijvingen op het wetenschappelijke vlak en dan vooral wat betreft de astronomie, natuurkunde en scheikunde. Veel uitgekomen toekomstvoorspellingen uit vroegere sciencefictionwerken kwamen uit dit genre. Sommige schrijvers in dit genre deden ook wetenschappelijk onderzoek, zoals Vernor Vinge.
Voorbeelden:
- Stephen Baxter - Xeelee (boeken)
- Arthur C. Clarke - 2001 (boeken, films)
- Larry Niven - Ringwereld (boeken)

## Humoristische sciencefiction
Humoristische sciencefiction is een subgenre dat enerzijds een parodie is op het sciencefictiongenre zelf (en de verschillende subgenres) en anderzijds ook een parodie op vele onderwerpen buiten het genre, maar dat als sciencefiction geschreven is.
Voorbeelden:
- Douglas Adams - The Hitchhiker's Guide to the Galaxy (boeken, televisieserie, film)
- Spaceballs - (film)

## Maatschappelijke sciencefiction
Maatschappelijke sciencefiction is een subgenre waarbij de nadruk meer wordt gelegd op de sociologische aspecten van een beschaving en minder op technologie en avontuur. Dystopische sciencefictionverhalen worden vaak tot dit genre gerekend, evenals alternatieve geschiedenis en militaire sciencefiction.
Voorbeelden:
- H.G. Wells - De Tijdmachine
- Firefly (televisieserie)

## Militaire sciencefiction
Militaire sciencefiction is een subgenre dat vooral draait om interplanetaire of interstellaire conflicten, vaak gezien vanuit de ogen van gewone mensen of soldaten.
Voorbeelden:
- Battlestar Galactica (televisieseries, film)
- Orson Scott Card - Ender (boekenreeks)
- Robert Heinlein - Troepen voor de sterren (boek, films)
- Space: Above and Beyond (televisieserie)

## Protosciencefiction
Het tweede-eeuwse 'Ware verhalen' van Lucianus van Samosata wordt gezien als het eerste sciencefictionverhaal. Ook de twee beroemde verhalen van Cyrano de Bergerac, Histoire Comique des États et Empires de la lune uit 1657 en Les États et Empires du Soleil uit 1662 zijn vroege voorbeelden van sciencefiction. Mary Shelleys roman Frankenstein uit 1818 wordt algemeen als de recentste van protosciencefiction-verhalen beschouwd.
Andere voorbeelden:
- Francis Bacon - New Atlantis (1629)
- Jean-Baptiste Xavier Cousin de Grainville - Le dernier homme (1805)

## Science fantasy
Science fantasy heeft elementen van zowel sciencefiction als fantasy, vaak in de vorm van een technologische beschaving waarin ook toverkracht of mythische wezens voorkomen.
Voorbeelden:
- Anne McCaffrey - De Drakenrijders van Pern (boekenreeks)
- Star Wars (films, boeken, computerspellen)
- Avatar

## Sciencefictionseries
Sciencefictionseries zijn een subgenre dat verschillende series van verschillende media en verschillende auteurs omvat, die alle op eenzelfde sciencefictionwereld afspelen. Zo zijn er boeken en spellen gebaseerd op films of televisieseries, of zijn er films en boeken gebaseerd op computerspellen.
Voorbeelden:
- Resident Evil
- Star Trek
- Star Wars
- Wing Commander

## Space opera
Space opera is een subgenre van sciencefiction dat de nadruk legt op het avontuur, de romantiek, exotische werelden en dappere helden.
Voorbeelden:
- Babylon 5 - (televisieserie)
- Barbarella - (film, stripverhaal)
- Frank Herbert - Duin (boekenreeks, film)

## Speculatieve sciencefiction
Speculatieve sciencefiction is sciencefiction over een al dan niet utopische toekomst, net als bij zachte sciencefiction met veel aandacht voor de maatschappij. Ook wel aangeduid als Speculatieve fictie.
Voorbeelden:
- Aldous Huxley - Brave New World (boek, film)
- George Orwell - 1984 (boek, film)

## Tech noir
Tech noir is een filmgenre dat verwant is aan de film noir, cyberpunk en sciencefictionfilm. Tech noir speelt zich vaak af in de nabije toekomst, in een weinig aantrekkelijke, door elektronica of machines gedomineerde wereld.
Voorbeelden:
- Metropolis (1927)
- Alphaville, une étrange aventure de Lemmy Caution
- Blade Runner
- Johnny Mnemonic
- Tykho Moon

## Tijdreizen
Tijdreisverhalen dateren al uit de 18e eeuw, maar werden pas populair na H. G. Wells' De Tijdmachine uit 1895. Tijdreizen is een populair thema in vrijwel alle media.
Voorbeelden:
- Back to the Future (films)
- Julian May - Het veelkleurig land (boekenreeks)
- Robert Silverberg - Time Tours (boeken)
- Star Trek - diverse afleveringen en films
- Suske en Wiske - De Teletijdmachine
- Doctor Who

## Zachte sciencefiction
Soft of 'zachte' sciencefiction is het tegenovergestelde van 'harde sciencefiction' en beschrijft vaak de niet-technologische wetenschappen als economie, politiek en psychologie. Er wordt veel aandacht besteed aan de samenstelling en opbouw van een beschaving en minder aan de techniek waarvan men zich bedient.
Voorbeelden:
- Philip K. Dick - Diverse verhalen
- Ursula Le Guin - Duisters linkerhand (boek)
- Robert Heinlein - Vreemdeling in een vreemd land (boek)
- Julian May - Het Galactisch Bestel (boekenreeks)
- A Clockwork Orange (film)
- The Lobster (film)
- Soylent Green (film)